# Echo Night
Echo Night (エコー ナイト, Ekō Naito) est un jeu vidéo d'aventure développé par FromSoftware pour la PlayStation. Il est sorti au Japon en 1998, et en Amérique du Nord en 1999 sur PlayStation. C'est le premier jeu de la série Echo Night, le second jeu étant Echo Night 2: The Lord of Nightmares sorti en 1999 et le troisième étant Echo Night: Beyond sorti en 2004.